# Tomáš Hýský
Tomáš Hýský (Kladno, 1 de noviembre de 1983) es un jugador profesional de voleibol checo, juego de posición receptor/atacante. Desde la temporada 2016/2017, el juega en el equipo VK Kladno.

## Palmarés

### Clubes
Campeonato de la República Checa:
- 2012, 2014, 2017, 2018
- 2013

Copa de la República Checa:
- 2013, 2014, 2017

### Selección nacional
Liga Europea:
- 2013